# El Amor de Mi Vida
"El Amor de Mi Vida" é uma canção do cantor porto-riquenho Ricky Martin, lançada como segundo single oficial do primeiro álbum de estúdio do cantor, Ricky Martin (1991). Um vídeo da música também foi lançado.
A canção chegou a número oito no Hot Latin Tracks nos Estados Unidos.
Em 2001, "El Amor de Mi Vida" foi re-gravada e incluída no álbum de compilação de Ricky Martin, La Historia. Em 2008, também foi incluído em outra compilação, intitulada 17. A nova versão foi produzido por Tommy Torres e Daniel López.

## Formatos e lista de faixas
U.S./Latin America promotional 12" single
1. "El Amor de Mi Vida" – 4:57

## Charts
| Chart (1992)                    | Melhor posição |
| ------------------------------- | -------------- |
| U.S. Billboard Hot Latin Tracks | 8              |